# Isohara
Isohara (磯原町, Isohara-machi) est un ancien bourg du district de Taga dans la préfecture d'Ibaraki au Japon.

## Histoire
Le 1er avril 1889 le village de Kitanakagō est formé par la fusion de Toyoda, Isohara, Ōtsuka, Kamisōda et Utsuno
Le 1er janvier 1925, le village de Kitanakagō est renommé Isohara.
Le 1er avril 1955, le village de Hanakawa fusionne avec Isohara. 
Le 31 mars 1956, Isohara fusionne avec les villages d'Ōtsu, Hiragata, Minaminakagō, Sekinami et Sekimoto pour former la ville de Kitaibaraki.

## Changements de population

### Population
- 1891 - 2 932
- 1902 - 4 007
- 1920 - 10 265
- 1924 - 9 089
- 1935 - 9 342
- 1950 - 13 692

### Nombre de foyers
- 1920 - 2 427
- 1924 - 2 225
- 1935 - 2 064
- 1950 - 2 756